# Guillermo Luis de Anhalt-Köthen
Guillermo Luis de Anhalt-Köthen (Köthen, 3 de agosto de 1638 - Köthen, 13 de abril de 1665) fue un príncipe alemán de la Casa de Ascania y gobernante del principado de Anhalt-Köthen.
Era el segundo hijo varón del príncipe Luis I de Anhalt-Köthen, y el segundo hijo de su segunda esposa, Sofía, hija del conde Simón VI de Lippe.

## Biografía
Guillermo Luis tenía solo doce años de edad cuando sucedió a su padre en Anhalt-Köthen en 1650. Durante su minoría de edad, su tío, el príncipe Augusto de Anhalt-Plötzkau, actuó como regente. Después de la muerte de Augusto en 1653, sus hijos, Lebrecht y Emmanuel, asumieron la regencia hasta que Guillermo fue proclamado formalmente mayor de edad en 1659.
Guillermo Luis contrajo matrimonio el 25 de agosto de 1663 en Köthen con Isabel Carlota (Harzgerode, 11 de febrero de 1647-Osterholm, 20 de enero de 1723), hija de su primo, el príncipe Federico de Anhalt-Harzgerode, y nieta del príncipe Cristián I de Anhalt-Bernburg. La unión no tuvo hijos.
A su muerte sin descendencia, la línea de Anhalt-Köthen se extinguió. Su principado fue heredado por sus primos y anteriores regentes, Lebrecht y Emmanuel de Anhalt-Plötzkau, que tomaron el nombre de Anhalt-Köthen como título principal de su familia. Su anterior principado de Plötzkau fue cedido a Víctor Amadeo del principado de Anhalt-Bernburg, del que había sido extraído originalmente.
| Predecesor: Luis I | Príncipe de Anhalt-Köthen 17 de enero de 1650-13 de abril de 1665 | Sucesor: Lebrecht y Emmanuel |

- Datos: Q68673